# Alejo Láscaris Filantropeno
Alejo Láscaris Filantropeno (en griego: Ἀλέξιος Λάσκαρις Φιλανθρωπηνός; fl. 1429-1449) fue un alto funcionario bizantino y gobernador del Despotado de Morea durante las últimas décadas de existencia del Imperio.
Aparece por primera vez en 1429, como gobernador (céfalo) de Vostitza (la moderna Egio), tomando parte en el asedio de Patras por el déspota de Morea (y más tarde último emperador bizantino) Constantino Paleólogo. Opositor de la Unión de las Iglesias, mantuvo correspondencia con Genadio Escolario y Bessarion (quien compuso un tratado sobre la procesión del Espíritu Santo para él), y tomó parte en el Concilio de Florencia de 1439 , pero lo abandonó pronto. En 1446 fue nombrado kephale de Patras. Constantino Paleólogo lo envió al emperador Juan VIII Paleólogo en Constantinopla en otoño de 1448 para resolver una disputa con su hermano Tomás Paleólogo, pero antes de que Alejo llegara a la capital, se enteró de que el emperador había muerto. En diciembre partió hacia Mistrá junto con Manuel Yagaris Paleólogo para llevar la noticia de la muerte de Juan y la proclamación de Constantino como emperador y supervisar su coronación (enero de 1449).